# Cercopithecus nictitans
Cercopithecus nictitans, o macaco-de-nariz-branco, é o menor Macaco do Velho Mundo, da subfamília Cercopithecinae. Faz parte do grupo C. mitis, nativo da África Ocidental e vive em áreas de floresta chuvosa, mas é mais frequentemente encontrado em áreas de transição com savana. É primariamente arborícola e frequentemente se associa com outros primatas.
Vivem em grupos constituídos por um macho adulto, várias fêmeas e sua prole. Há poucos trabalhos recentes a cerca de seu comportamento, e a maior parte foca em suas vocalizações. Machos usam três tipos de vocalizações. São usadas em inúmeros contextos, inclusive como alarme para predadores.
Como observado em outras espécies de macacos, a estrutura acústica das vocalizações varia de acordo com o tipo de predador que se aproxima. É sugerido que eles combinam diferentes sons em sequência, que podem significar algo completamente diferente se fossem emitidos isoladamente. Um som pode significar que um leopardo se aproxima, enquanto outro significa que uma águia voa por perto. Mas quando esses dois são combinados, podem significar algo totalmente diferente, como "vamos sair daqui e ir para outro lugar".

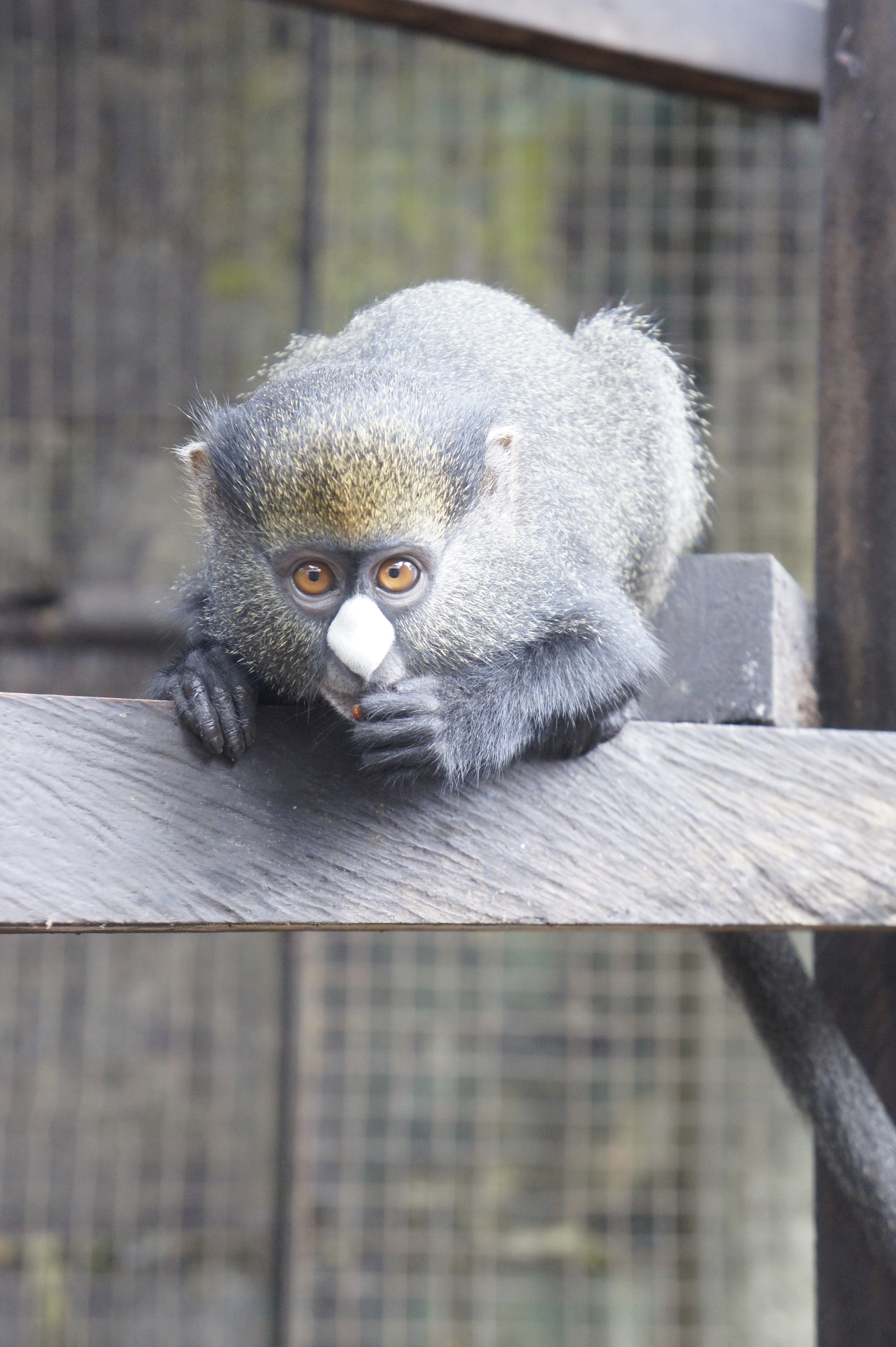
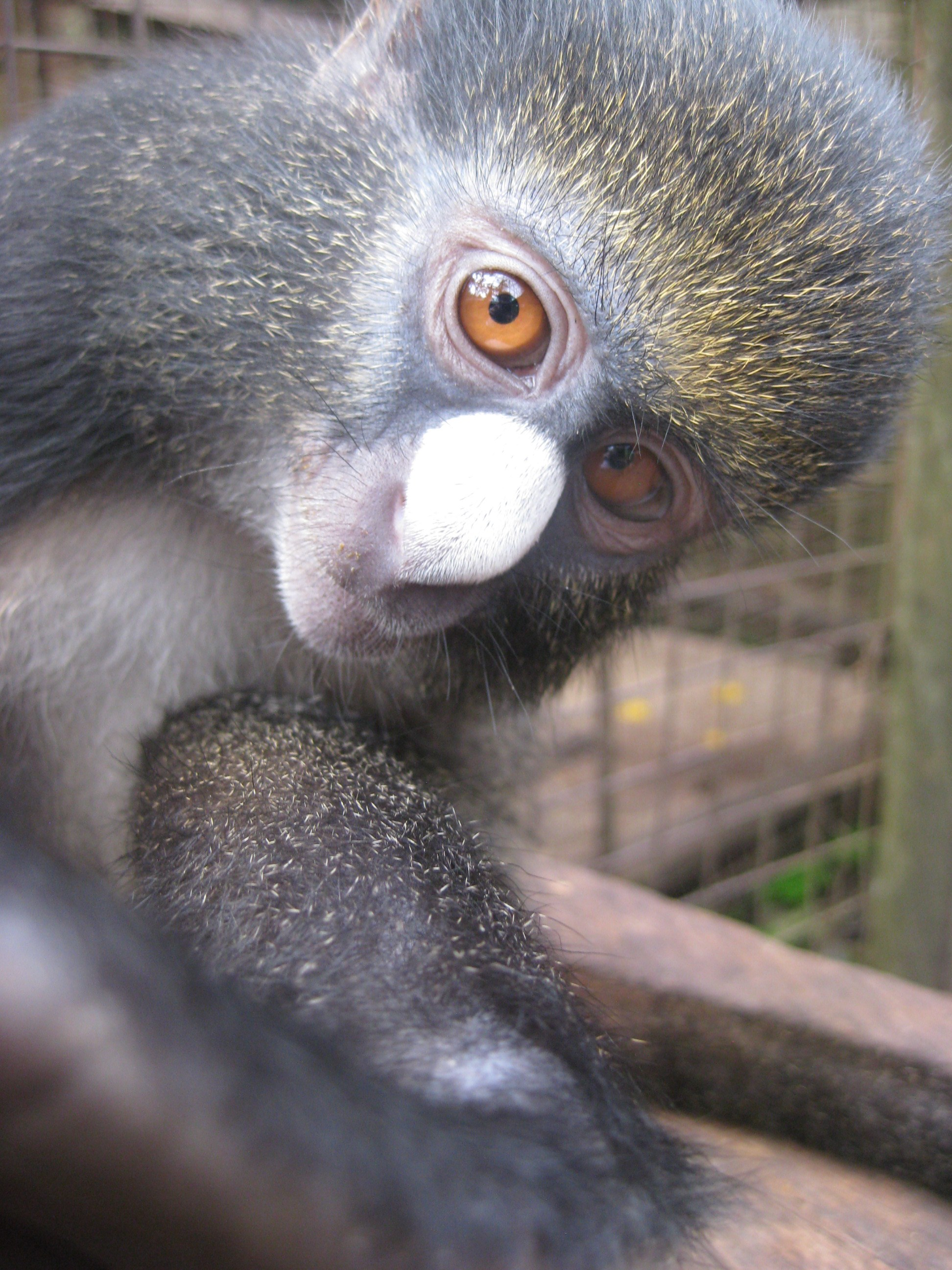